# On How Life Is
On How Life Is es el álbum debut de la cantante estadounidense de R&B/Soul Macy Gray, publicado en 1999. Fue producido por Andrew Slater y registrado por Epic Records.

## Lista de canciones
1. "Why Didn't You Call Me" – 3:14
2. "Do Something" – 4:57
3. "Caligula" – 4:38
4. "I Try" – 3:59
5. "Sex-O-Matic Venus Freak" – 3:57
6. "I Can't Wait to Meetchu" – 5:18
7. "Still" – 4:15
8. "I've Committed Murder" – 4:59
9. "A Moment to Myself" – 4:00
10. "The Letter" – 5:38

### Versión de Australia y Japón
1. "Rather Hazy"

- Datos: Q1189195